# Scott Steele
Randall Scott Steele (Newport, 26 de febrero de 1958) es un deportista estadounidense que compitió en vela en la clase Windglider. Participó en los Juegos Olímpicos de Los Ángeles 1984, obteniendo una medalla de plata en la clase Windglider.

## Palmarés internacional
| Juegos Olímpicos | Juegos Olímpicos             | Juegos Olímpicos | Juegos Olímpicos |
| Año              | Lugar                        | Medalla          | Clase            |
| ---------------- | ---------------------------- | ---------------- | ---------------- |
| 1984             | Los Ángeles (Estados Unidos) | Medalla de plata | Windglider       |